# Sligro Food Group

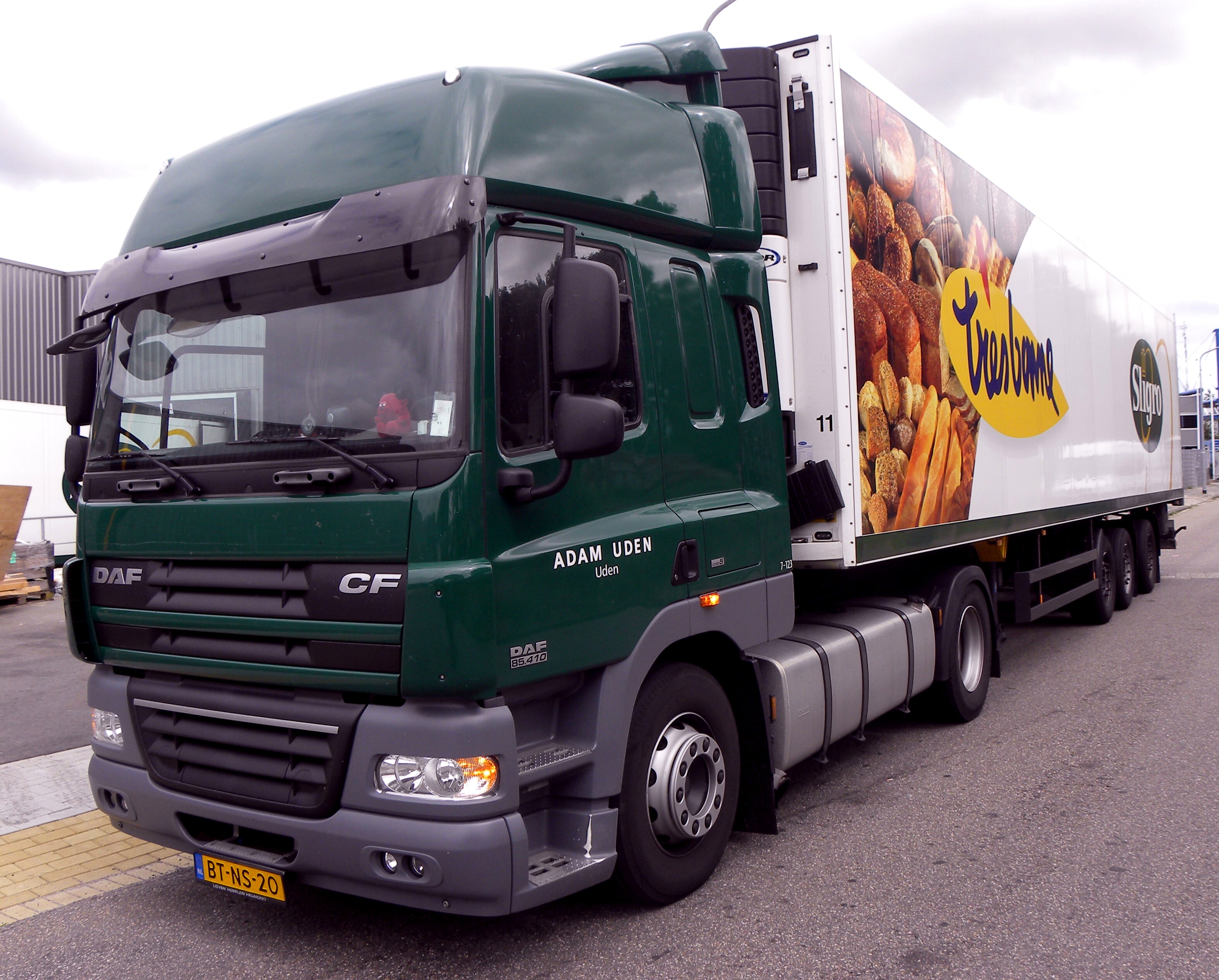
LKW mit Sligro Werbung

Sligro ist ein börsennotiertes Unternehmen mit Sitz im niederländischen Veghel. Die Gruppe ist im Lebensmittelhandel aktiv, sowohl als Einzelhändler als auch als Großhändler. Zur Gruppe gehören die Firmen Sligro, Sligro-ISPC, Sligro-M, EMTÉ Supermarkten und van Hoeckel. Die Produktionsbetriebe Culivers, SmitVis und Maison Niels de Veye gehören ebenfalls dazu. Beteiligungen gibt es in den Firmen Spar Holding, Smeding BV, Kaldenberg Slagerijen BV, Ruig Wild & Gevogelte und Verhoeven.

## Geschichte
Abel Slippens baute im Jahr 1929 eine kleine Fabrik, um Buttermilch veredeln zu können. Im Jahr 1934 begann Slippens als Händler für Margarine. 
Heute ist Sligro vor allem im Bereich Selbstbedienungsgroßhandel mit über 50 Zweigstellen in den Niederlanden und Belgien aktiv. 2017 stieg Sligro mit Übernahme der im identischen Geschäftssegment tätigen belgischen ISPC-Gruppe erstmals in den dortigen Markt ein und bedient als Sligro-ISPC vor allen den gehobenen- und Premiumsektor, während die Ende 2022 übernommenen Standorte der zuvor insolventen belgischen Metro-Märkte nach umfangreichen Umbauten seit Beginn 2003 als Sligo-M das untere und mittlere Preissegment abdecken.